# Флаг Республики Кипр
Флаг Респу́блики Кипр (греч. Σημαία της Κυπριακής Δημοκρατίας, тур. Kıbrıs Cumhuriyeti bayrağı) — один из официальных символов Республики Кипр, прямоугольное белое полотнище с силуэтом острова медного цвета (PMS 144C), под которым изображены две скрещённые ветви оливкового дерева. Автор проекта — Исмет Гюней.
Медный цвет указывает на богатые залежи меди, найденной на Кипре ещё в 3000 г. до н. э.: даже латинское название меди — Cuprum (лат. Aes cuprium, Aes cyprium) произошло от латинского названия острова Кипр — Cyprus (от названия Кипра происходит и название дерева кипарис).
Две ветви оливкового дерева олицетворяют две основных этнических группы населения — греков-киприотов и турок-киприотов.
Флаг был введён в употребление после объявления о независимости от Великобритании, достигнутой в 1960 году.
Флаг Республики Кипр — один из немногих флагов стран мира (наряду с флагом частично признанной Республики Косово), где используется изображение силуэта территории страны.

## Флаг несостоявшейся Объединённой Кипрской Республики

Предложенный планом Аннана флаг Объединённой Кипрской Республики

Предложенный планом Аннана флаг представляет единение греческой и турецкой частей острова. Синий цвет представляет Грецию, красный — Турцию, между которыми располагается жёлтый — который отображает сам остров Кипр. Однако референдум по поводу объединения острова провалился. Возможно, в будущем, если стороны смогут прийти к компромиссу, проект будет служить флагом единения острова.

Флаг британской колонии Кипр
—